# Абитова, Инга Эдуардовна
Инга Эдуардовна Аби́това (6 марта 1982, Новокуйбышевск, Куйбышевская область) — российская легкоатлетка, змс.
Выступала в беге на 10 000 метров, с 2009 г. выступала также на марафонской дистанции. 7 ноября 2012 г. было объявлено, что спортсменка дисквалифицирована на 2 года Антидопинговой комиссией ВФЛА за нарушение антидопинговых правил; срок начинается с 11 октября 2012 года. Все результаты, показанные после 10 октября 2009 года, аннулированы.
Член сборной России 2016 года в горном беге.

## Биография
В сборной команде России с 2005 года. Заслуженный мастер спорта России. Среди достижений: серебряная медаль на чемпионате Европы по лёгкой атлетике 2010 года в Барселоне(результат аннулирован, медаль передана другому), золотая медаль на чемпионате Европы по лёгкой атлетике 2006 года в Гётеборге, золотая медаль на чемпионате России в 2007 и серебряная — в 2006 году, победитель Белградского марафона в 2005 году с результатом 2:38.20. На Олимпийских играх лучший результат — в Пекине (2008), 6 место с результатом 30:37.33.
В 2009 г. произошёл скачок в результатах на марафонской дистанции: победа в Йокогаме, 6-е место на престижнейшем Лондонском марафоне, второе место там же в 2010 году (в 2011 г. — 15-е) На всех этих стартах спортсменка была дисквалифицирована..
Тренер — Тимофеев Владимир Петрович.
Окончила Самарский юридический институт ФСИН России.

## Личные рекорды[3]
| Дистанция   | Время                    | Место              | Год  |
| ----------- | ------------------------ | ------------------ | ---- |
| 1500 м      | 4.20,10                  |                    | 2000 |
| 5000 м      | 15:15.05                 |                    | 2006 |
| 10 000 м    | 30.31,42                 | Гётеборг           | 2006 |
| Полумарафон | 1:09.53 аннулирован (DQ) | Бирмингем          | 2009 |
| Марафон     | 2:22.19 аннулирован (DQ) | Лондонский марафон | 2010 |